# Ликовна колонија у Вишеграду
Ликовна колонија у Вишеграду је традиционална међународна умјетничка манифестација која се одржава сваке године у августу у Вишеграду, Босна и Херцеговина. Организатор је Градска галерија Вишеград, уз подршку општине Вишеград и предузећа „Хидроелектрана на Дрини“. 

## Значај
Колонија окупља умјетнике из Републике Српске, Федерације БиХ, Србије, Црне Горе и других земаља, који током неколико дана стварају дјела инспирисана културним и природним наслеђем Вишеграда. Мотиви укључују знаменитости као што су Стари мост  Мехмед-паше Соколовића, Андрићград, манастир Добрун и кањон ријеке Дрине.  
Манифестација је раније носила назив Ликовно саборовање, а оснивач догађаја је Хаџи Бранко Никитовић.